# رولين بورجيس
رولين بورجيس (5 يونيو 1991 في الهند - ) هو لاعب كرة قدم هندي في مركز الوسط. شارك مع منتخب الهند تحت 23 سنة لكرة القدم ومنتخب الهند لكرة القدم. أما مع النوادي، فقد لعب مع سبورتينغ غوا.

## وصلات خارجية
- رولين بورجيس على موقع قاعدة بيانات كرة القدم.إي يو (الإنجليزية)
- رولين بورجيس على موقع ناشيونال فوتبول تيمز (الإنجليزية)
- رولين بورجيس على موقع Soccerway.com (الإنجليزية)